# Robin Lod
Robin Lod (* 17. April 1993 in Helsinki) ist ein finnischer Fußballspieler. Er spielt vorzugsweise im zentralen Mittelfeld, kann bei Bedarf aber auch im linken oder offensiven Mittelfeld und außerdem noch auf den Flügelpositionen eingesetzt werden. Seit 2019 spielt er in der MLS für Minnesota United. 2015 wurde er erstmals in der finnischen A-Nationalmannschaft eingesetzt.

## Karriere

### Verein
Lod wurde 2006 in die Jugend des finnischen Rekordmeisters HJK Helsinki aufgenommen, von 2011 bis 2012 spielte er dann für dessen Reservemannschaft Klubi 04. Sein Debüt für Helsinki gab er am 22. Oktober 2011 gegen MYPA. Hier erzielte er auch gleich sein erstes Tor, das Spiel gewann Helsinki mit 4:1.
2012 war er von August bis September an Vaasan PS ausgeliehen und bestritt hier elf Spiele. Nach seiner Rückkehr zu Helsinki konnte er sich etablieren, er gewann drei Meisterschaften mit seinem Verein, zudem wurde er nach Abschluss der Saison 2014 zum Spieler des Jahres in der Veikkausliiga gekürt.
Sein Talent blieb nicht verborgen, so wurde er am 6. Mai 2015 vom griechischen Topverein Panathinaikos Athen verpflichtet. Sein Ligadebüt für seinen neuen Verein gab er dann am 3. Oktober 2015 gegen Skoda Xanthi. Auch in Panathinaikos konnte Lod sich durchsetzen und wurde Stammspieler. Nach 75 Ligaspielen wechselte er zum spanischen Zweitligisten Sporting Gijón, wo er aber nur eine Saison blieb und nach dem Saisonabschluss in die bereits laufende Major League Soccer 2019 wechselte. Dort bestritt er für Minnesota United elf Spiele, In der anschließenden Saison gelang ihm erstmals seit 2011 wieder eine zweistellige Anzahl von Toren.

### Nationalmannschaft
Er durchlief die U-18 und die U-21-Auswahlen Finnlands, 2014 wurde er zum besten Mittelfeld- sowie zum besten U-21-Spieler gewählt. Lod spielt seit 2015 für A-Nationalmannschaft und gehört hier zu den festen Größen seines Landes. Sein erstes Pflichtspiel bestritt er am 11. Oktober 2015 in der Qualifikation für die EM 2016  beim 1:1 gegen Nordirland. Es war das letzte Spiel der Qualifikation und die Finnen hatten schon keine Chance mehr sich für die Endrunde zu qualifizieren. In der ebenfalls misslungenen Qualifikation zur Fußball-Weltmeisterschaft 2018 wurde er in neun von zehn Spielen eingesetzt und erzielte im zweiten Spiel bei der 2:3-Niederlage gegen Island sein erstes A-Länderspieltor zur zwischenzeitlichen 2:1-Führung, die erst in der Schlussminute ausgeglichen und in der Nachspielzeit noch in eine Niederlage verwandelt wurde.
In der dann endlich erfolgreichen Qualifikation für die EM 2021 wurde er in allen zehn Spielen eingesetzt. Mit Finnland nahm er auch an der zuvor erstmals ausgetragenen UEFA Nations League 2018/19 teil, bei der der finnischen Mannschaft der Aufstieg von Gruppe C in Gruppe B gelang und auch in der UEFA Nations League 2020/21 konnte er mit einem Tor dazu beitragen die Liga zu halten.
Für die Europameisterschaft 2021 wurde er in den finnischen Kader berufen. Er spielte jeweils über die volle Spielzeit, wurde aber im letzten Gruppenspiel in der Nachspielzeit ausgewechselt. Nach einem Auftaktsieg gegen Dänemark, der von dem Zusammenbruch des Dänen Christian Eriksen überschattet wurde, verloren die Finnen gegen Russland und Belgien und schieden als zweitschlechtester Gruppendritter aus.

## Erfolge
- Finnischer Meister: 2011, 2013, 2014
- Finnischer Pokalsieger: 2014
- Finnischer Ligapokalsieger: 2015